# Das fantastische Leben des Ibelin
Das fantastische Leben des Ibelin (Originaltitel Ibelin, im Englischen auch The Remarkable Life of Ibelin) ist ein Dokumentarfilm von Benjamin Ree. Der Film feierte im Januar 2024 beim Sundance Film Festival seine Premiere, kam im März 2024 in die norwegischen Kinos und wurde Ende Oktober 2024 in das Programm von Netflix aufgenommen. Im Rahmen des Amandaprisen 2024 erhielt der Film insgesamt in fünf Kategorien Nominierungen und in zwei Kategorien Auszeichnungen, unter anderem als bester norwegischer Film. Im Rahmen des Europäischen Filmpreises 2024 wurde der Film mit dem European Young Audience Award ausgezeichnet.

## Inhalt
Der Film rekonstruiert die Lebensgeschichte von Mats Steen. Der Norweger litt an einer degenerativen Muskelerkrankung, der Muskeldystrophie des Typs Duchenne, und starb 2014 im Alter von 25 Jahren. Seine Eltern glaubten, ihr Sohn habe ein einsames Leben ohne Kontakte zur Außenwelt geführt, bis sie die Nachricht von seinem Tod in seinem Blog „Musings of Life“ teilten. 
Erst durch die Reaktionen erfuhren sie, dass Mats sein Leben online lebte und geliebt hat. Als „World-of-Warcraft“-Spieler war er unter dem Namen Ibelin Redmoore bekannt und hatte dabei enge Freundschaften geschlossen. Seine ehemaligen Mitspieler der Gilde „Starlight“ berichteten den Eltern, welchen Einfluss Mats auf ihr Leben hatte und wie dankbar sie sind, dass sie ihren Sohn kennenlernen durften. Über seine Erkrankung hatte er sie bis kurz vor seinem Tod nicht in Kenntnis gesetzt.

## Produktion

### Filmstab und Idee

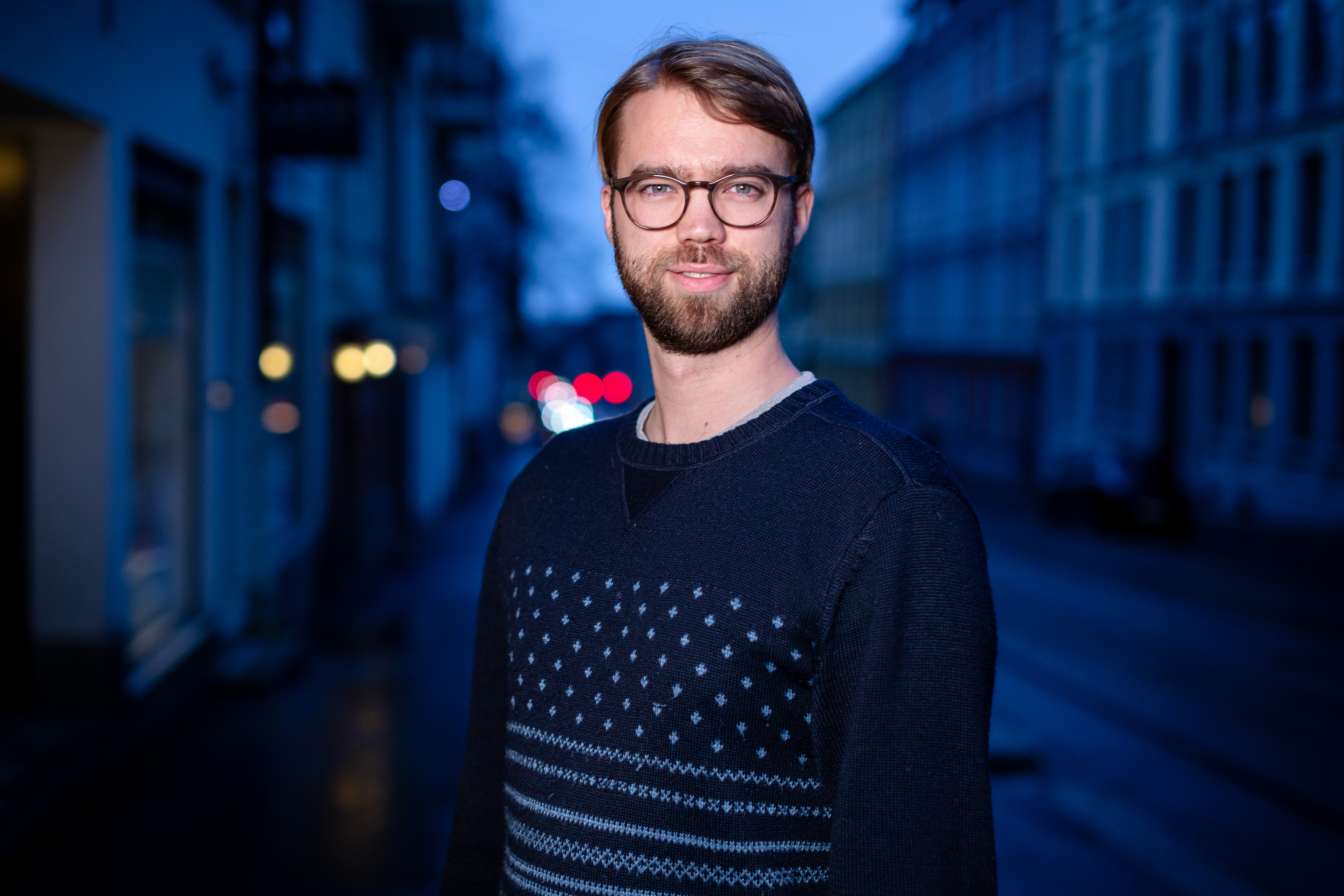
Der norwegische Regisseur Benjamin Ree

Regie führte Benjamin Ree. Der Norweger ist vor allem für seinen Dokumentarfilm The Painter and the Thief bekannt, der 2020 beim Sundance Film Festival mit dem Jury Prize und im darauffolgenden Jahr beim Amandaprisen als bester norwegischer Film ausgezeichnet wurde. Den Filmschnitt übernahm Robert Stengård. Diese Arbeit nahm zwei Jahre in Anspruch. Mit Stengård arbeitete der Regisseur bereits für The Painter and the Thief zusammen.
Ree erfuhr durch einen Zeitungsartikel von Mats’ Geschichte. Er erfragte bei seiner Familie Videos und Filme für eine mögliche Verfilmung. In den Aufnahmen erkannte er sich selbst und seine Eltern wieder. Er wusste nicht, dass sie mit Mats’ Eltern befreundet waren und er und deren Sohn mit nur sieben Tagen Abstand auf die Welt kamen.

### Machart und Filmmusik
Der Regisseur arbeitete einerseits mit klassischen Mitteln des Dokumentarfilms wie Videoaufnahmen der Familie von Mats Steen und Interviews mit Wegbegleitern, andererseits mit nachgestellten, animierten Passagen, die das Leben von Mats in der virtuellen Welt von World of Warcraft erlebbar machen. Dadurch, dass die WoW-Spiele in einem öffentlichen Forum stattfanden, konnten die Macher diese rekonstruieren und sein Leben als Avatar nachspielen. Mats Steens reale Eintragungen in seinem Blog sind im Film mit einem Voice-Over versehen und werden von einem Schauspieler vorgelesen.
Die Filmmusik komponierte Uno Helmersson, der zuletzt für die Oscar-nominierten Dokumentarfilme Flee von Jonas Poher Rasmussen und Heimweh – Kindheit zwischen den Fronten von Simon Lereng Wilmont tätig war. Das Soundtrack-Album mit insgesamt 19 Musikstücken wurde am 25. Oktober 2024 von ABHL Records als Download veröffentlicht.

### Marketing und Veröffentlichung
Die Premiere des Films erfolgte am 18. Januar 2024 beim Sundance Film Festival. Im Nachgang sicherte sich Netflix die Rechte an dem Film. Anfang Februar 2024 wurde Ibelin beim Göteborg Film Festival gezeigt. Ende Februar, Anfang März 2024 wurde der Film beim True/False Film Fest vorgestellt. Der Kinostart in Norwegen erfolgte am 8. März 2024. Im März 2024 wurde der Film beim Thessaloniki Documentary Festival und beim Dokumentarfilmfestival CPH:DOX und im April 2024 beim Miami Film Festival vorgestellt. Anfang Mai 2024 wurde Ibelin beim Chicago Critics Film Festival gezeigt. Im Juni 2024 wurde der Film beim Sydney Film Festival vorgestellt und im August 2024 beim New Zealand International Film Festival und beim Melbourne International Film Festival. Der erste Trailer wurde Mitte September 2024 vorgestellt. Im Oktober 2024 wird Ibelin beim Woodstock Film Festival und beim Zurich Film Festival gezeigt. Am 25. Oktober 2024 wurde der Film in das Programm von Netflix aufgenommen.

## Rezeption

### Kritiken
Von den bei Rotten Tomatoes aufgeführten Kritiken sind 97 Prozent positiv bei einer durchschnittlichen Bewertung mit 7,9 von 10 möglichen Punkten. Bei Metacritic erhielt der Film einen Metascore von 78 von 100 möglichen Punkten.
Nicolas Nater schreibt in seiner Kritik für outnow.ch, mit einem Schicksal wie dem von Mats Steen mitzufühlen, dürfte jedem Menschen mit auch nur dem Ansatz von Herz leicht fallen. Doch was The Remarkable Life of Ibelin speziell mache, sei, wie die Geschichte erzählt wird. Wenn Szenen und Geschehnisse aus Ibelins Leben im Spiel World of Warcraft quasi als Machinima rekonstruiert werden, würden dies dem Film jedoch nicht immer gut tun. Sie seien zwar witzig gemacht, wirkten aber etwas albern. Andererseits würden sie eine gewisse Leichtigkeit bieten, die zwischendurch guttue. Regisseur Benjamin Ree sei es gelungen, die Erinnerung an Mats stets respektvoll zu halten, und trotz seiner bedrückenden Thematik sei The Remarkable Life of Ibelin ein lebensbejahender Film, der zeigt, dass ein Leben, das von außen lebensunwürdig scheinen mag, trotzdem in Würde gelebt werden kann.

### Auszeichnungen
Das fantastische Leben des Ibelin wurde in eine Shortlist für die International Documentary Association Awards 2024 aufgenommen. Im Rahmen der Oscarverleihung 2025 wurde Das fantastische Leben des Ibelin in eine 15 Titel umfassende Shortlist der Kategorie Bester Dokumentarfilm aufgenommen. Im Folgenden eine Auswahl von Auszeichnungen und Nominierungen.
Amandaprisen 2024
- Auszeichnung als Bester norwegischer Film  (Ingvil Giske)
- Auszeichnung für den Besten Filmschnitt (Robert Stengård)
- Nominierung als Bester Dokumentarfilm (Ingvil Giske)
- Nominierung für die Beste Regie (Benjamin Ree)
- Nominierung für die Besten visuellen Effekte (Rasmus Tukia, Ada Wikdahl, Chris Kongshaug, Derek Bancroft, Sindre Hammersbøen und Arash Ebrahimi)[24][25]

Astra Film Awards 2024
- Nominierung als Bester Dokumentarfilm[26]

Cinema Eye Honors Awards 2024
- Auszeichnung für die Beste Filmmusik (Uno Helmersson)
- Nominierung für das Beste Visual Design (Rasmus Tukia und Ada Wikdahl)
- Nominierung für den Publikumspreis[27][28]

Critics’ Choice Documentary Awards 2024
- Nominierung als Bester Dokumentarfilm
- Nominierung für die Beste Regie (Benjamin Ree)
- Nominierung für den Besten Filmschnitt (Robert Stengård)
- Nominierung für die Beste Filmmusik (Uno Helmersson)
- Nominierung als Beste biografische Dokumentation[29]

Europäischer Filmpreis 2024
- Auszeichnung mit dem European Young Audience Award

Göteborg Film Festival 2024
- Auszeichnung  als Bester nordischer Dokumentarfilm[30]

Gullruten 2025
- Auszeichnung  als Bester Dokumentarfilm[31]

Miami Film Festival 2024
- Nominierung für den Documentary Achievement Award[10]

Sundance Film Festival 2024
- Nominierung im World Cinema Documentary Competition
- Auszeichnung mit dem Publikumspreis im World Cinema Documentary Competition
- Auszeichnung mit dem Directing Award: World Cinema Documentary (Benjamin Ree)

Zurich Film Festival 2024
- Nominierung als Bester internationaler Dokumentarfilm für das Goldene Auge (Benjamin Ree)[32]